# James Brian Tait
James Brian Tait (9 de dezembro de 1916 – 31 de agosto de 2007), apelidado de Willie Tait, foi um aviador britânico da Força Aérea Real mais famoso por ter liderado o ataque que afundou o couraçado alemão Tirpitz em novembro de 1944.

## Biografia
Tait nasceu em Manchester em 9 de dezembro de 1916. Seu pai o levou em 1928 para assistir à Copa Schneider e esta experiência o convenceu a se tornar um piloto. Ele conseguiu uma bolsa para estudar no Colégio Cranwell da Força Aérea Real, onde se formou em 1936, juntando-se ao esquadrão de bombardeiros. A Segunda Guerra Mundial começou em 1939, mas por causa de uma lesão só foi participar de sua primeira operação em abril de 1940, quando bombardeou o Aeródromo de Oslo, na Noruega.
Depois disso voou em várias missões de bombardeio contra alvos na Alemanha, incluindo o primeiro ataque contra a capital Berlim, e também o primeiro ataque contra Turim, na Itália. Em fevereiro de 1941 liderou as aeronaves da Operação Colosso, a primeira operação com paraquedistas do Exército Britânico. Pelos anos seguintes ele alternou períodos de serviço em operações no comando de aviões e períodos no comando de unidades de treinamento. Um dia antes da Invasão da Normandia em junho de 1944, Tait liderou uma força de duzentos bombardeiros em ataques contra baterias costeiras na Praia de Utah.
Tait liderou três operações contra o couraçado alemão Tirpitz entre setembro e novembro de 1944, lançando uma das bombas Tallboy que acertaram e afundaram o navio durante a última ação em 12 de novembro, a Operação Catecismo. Neste período também participou de um ataque contra a Barragem de Kembs na Alemanha. Ele voou mais duas missões depois do naufrágio do Tirpitz, sendo removido permanentemente de operações ofensivas em 15 de dezembro depois de ter voado em 101 ações de bombardeio. Por seus serviços durante a Segunda Guerra Mundial, Tait foi condecorado quatro vezes com a Ordem de Serviços Distintos, duas vezes com a Cruz de Voo Distinto e foi mencionado nos despachos também duas vezes.
Ele permaneceu na Força Aérea Real depois do fim da guerra em 1945, atuando no Sudeste Asiático, Índia, Oriente Médio e Singapura. Depois disso foi nomeado o comandante da base aérea em Coningsby. No final da década de 1950 ajudou a reescrever o manual de regulamentos da Força Aérea Real, tarefa pela qual foi nomeado ajudante de campo da rainha Isabel II. Tait ainda serviu no Quartel-General dos Cadetes Aéreos e se aposentou em 1964 com a patente de capitão de grupo.
Depois disso foi estudar novamente e tornou-se um programador, trabalhando na International Computers Limited como representante técnico da empresa, chegando a viajar para países comunistas como Bulgária, Romênia e Tchecoslováquia. Em seguida trabalhou em uma empresa de transporte e por fim da Scottish Widows, onde atuou como consultor de investimentos até 1981. Tait tinha se casado em 1945 com Betty Plummer, com quem teve um filho e duas filhas. Ele morreu aos noventa anos de idade em 31 de agosto de 2007.